# 세인트 패트릭 대성당 (더블린)

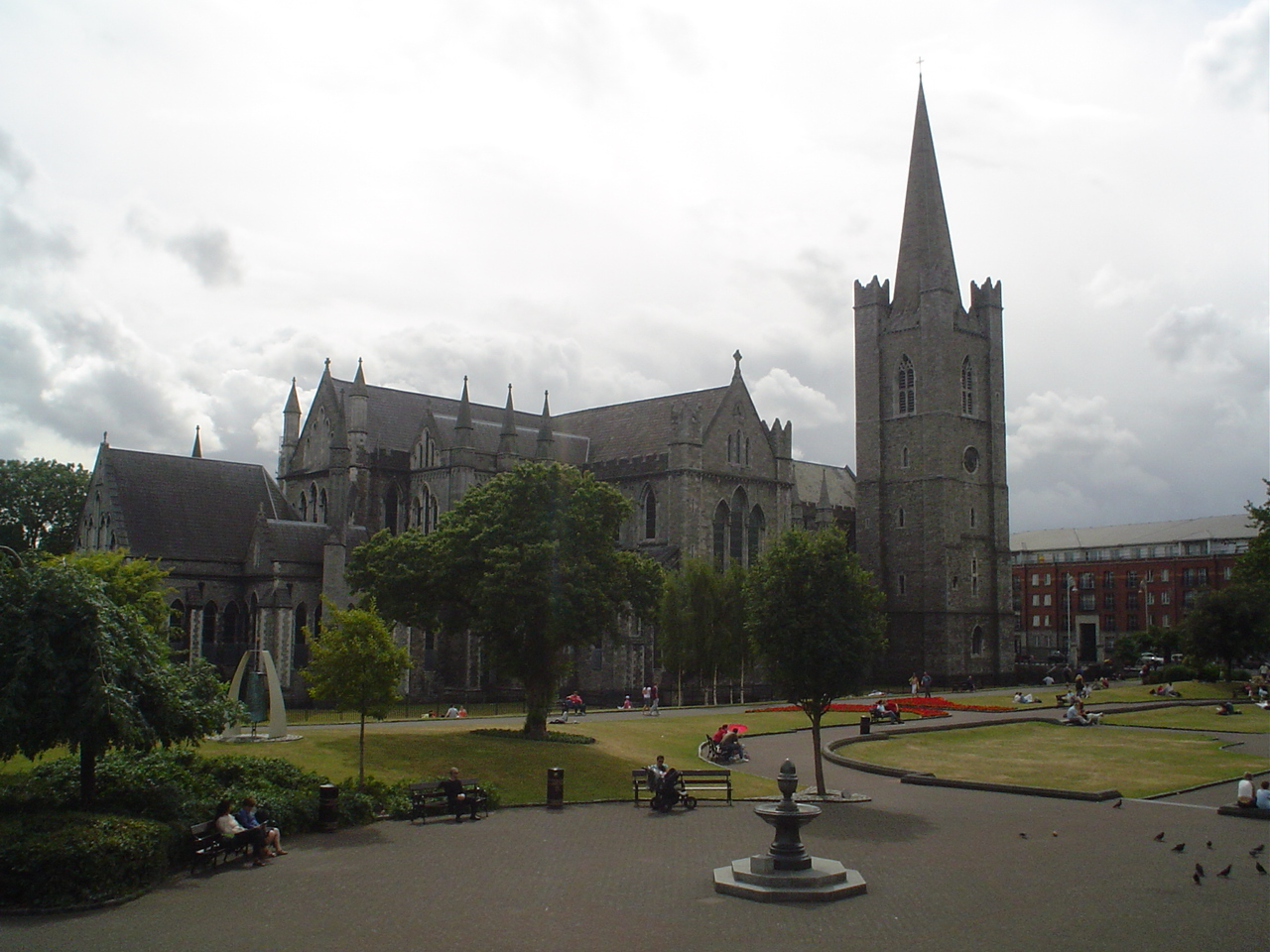
세인트 패트릭 대성당

세인트 패트릭 대성당(St. Patrick's Cathedral)은 아일랜드 더블린에 위치한 대성당이다. 크리스트처치 대성당과 함께 더블린에 위치한 성공회 성당 중 큰 성당에 속한다.